# 페사강
페사강(Pesa)은 이탈리아 중부 토스카나에 위치한 강이다. 길이는 53 km이며, 시에나와 피렌체를 가로질러 몬텔루포피오렌티노 인근 아르노강으로 흐른다.